# 姜汝旺
姜汝旺，浙江省江山县新塘边公社勤俭大队（现浙江省衢州市江山市新塘边镇勤俭村）原党支部书记，“学哲学用哲学”运动代表人物。

## 生平
1964年，勤俭大队正式开始学哲学用哲学活动。
1969年开始，姜汝旺发表了不少报告，勤俭村学哲学登上《浙江日报》头条。1970年8月16日，《人民日报》刊登《种田人就是能学好用好哲学》，配评论《思想建设的一个重要问题》。姜汝旺受邀进京讲学哲学用哲学的体会。郭沫若为姜汝旺题词：“一分为二看自己，赞扬声中找差距。既当老黄牛，又当火车头。”1971年3月13日至17日，《浙江日报》连载《哲学的解放——勤俭大队学哲学用哲学的故事》。1971年3月25日至29日，《人民日报》转载。4月，全国几十家出版社出版单行本。香港三联书店出版了繁体字版，青海人民出版社出版了藏文版，1972年外文出版社出版了英文版、朝鲜文版。
据统计，到1976年10月，到勤俭大队参观学习人数达45万人次。
粉碎四人帮后，姜汝旺被作为“四人帮”帮派骨干关押批斗，经历了“批判、撤职、开除党籍、判刑五年、无罪释放”的过程。